# آدریانو فلیسیو
آدریانو فلیسیو (انگلیسی: Adriano Felício؛ زادهٔ ۲۲ فوریهٔ ۱۹۸۰) بازیکن فوتبال اهل برزیل است.
از باشگاه‌هایی که در آن بازی کرده‌است می‌توان به باشگاه فوتبال بوتافوگو اشاره کرد.